# North Swindon
Circonscription parlementaire de la Chambre des communes
La circonscription de North Swindon  est une circonscription située dans le Wiltshire, et représentée à la Chambre des communes du Parlement britannique depuis 2010 par Justin Tomlinson du Parti conservateur.

## Géographie
La circonscription comprend :
- le nord de la ville de Swindon ;
- la ville de Highworth.

## Députés
Les Members of Parliament (MPs) de la circonscription sont :
| Législature                    | Années       | Député | Député           | Parti        |
| ------------------------------ | ------------ | ------ | ---------------- | ------------ |
| North Swindon issue de Swindon |              |        |                  |              |
| 52e                            | 1997–2001    |        | Michael Wills    | Travailliste |
| 53e                            | 2001–2005    |        | Michael Wills    | Travailliste |
| 54e                            | 2005–2010    |        | Michael Wills    | Travailliste |
| 55e                            | 2010–2015    |        | Justin Tomlinson | Conservateur |
| 56e                            | 2015–2017    |        | Justin Tomlinson | Conservateur |
| 57e                            | 2017–2019    |        | Justin Tomlinson | Conservateur |
| 58e                            | 2019–Présent |        | Justin Tomlinson | Conservateur |